# Dutch Schultz
Dutch Schultz, bijnaam van Arthur Flegenheimer (The Bronx, New York, 6 augustus 1902 – Newark (New Jersey), 24 oktober 1935), was tijdens de jaren 20 en jaren 30 een beruchte Amerikaanse gangster uit New York. Hij hield zich vooral bezig met de illegale verkoop van sterke drank tijdens de drooglegging.

## Levensloop

### Beginjaren
Flegenheimer werd geboren als zoon van Emma en Herman Flegenheimer, twee Joodse migranten uit Duitsland. In 1916 liet Herman Flegenheimer zijn gezin in de steek. Dit bleek een traumatische ervaring te zijn voor Arthur. Hij zou de rest van zijn leven doen alsof zijn vader gestorven was door een ziekte. Na het vertrek van zijn vader verliet Arthur school en begon hij te werken. Hij begon op te trekken met criminelen en verdiende geld met diefstal. Later zou hij ook inbreker worden. Tijdens een inbraak in een appartement werd hij ontdekt. De politie arresteerde hem en sloot hem op in de gevangenis. Daar bleek al gauw dat hij onhandelbaar was en dus werd hij overgeplaatst naar een werkkamp. Daar kon hij makkelijk ontsnappen, maar hij werd gauw weer gearresteerd. Het leverde hem twee maanden extra gevangenisstraf op.
Na zijn vrijlating kreeg hij van zijn oude collega's de bijnaam Dutch, een verwijzing naar een gelijknamige worstelaar die bekendstond om zijn vuil spel. Toen de drooglegging begon begonnen Dutch Schultz en andere bekende onderwereldfiguren met de illegale handel in drank. Schultz werkte in die periode samen met onder meer de gangsters Owney Madden en Frank Costello.

### Drooglegging
In 1928 richtte gangster Joey Noe de Hub Social Club op. Dutch Schultz ging aan het werk in deze club, waar illegaal drank verkocht werd. Schultz werd snel bekend omwille van zijn woede-uitbarstingen. Joey Noe besloot hem te promoveren tot partner. De twee gangsters verdienden veel geld en besloten om nog enkele vergelijkbare clubs te openen. Bovendien kochten ze ook enkele vrachtwagens, zodat ze hun drank zelf konden vervoeren. Het bier dat ze verkochten haalden ze bij Frankie Dunn, een brouwer uit Union City. Daarna probeerden de twee partners om hun bier op te dringen aan andere clubs. Eigenaars die geen bier van hen wilden, moesten een heel hoge prijs betalen.
Al gauw kregen Schultz en Noe door hun aanpak ruzie met de gebroeders Rock, uit the Bronx. Al snel ontdekten de broers dat Schultz en Noe niet de minsten waren. De oudste van de broers, John Rock, zette een stap opzij. Zijn jongere broer Joe deed dat niet en ging de strijd aan met Schultz en Noe. De gevolgen waren enorm: Schultz en Noe lieten hem ontvoeren en sloegen hem vervolgens bijna dood. Ze hingen hem met z'n duimen op aan een vleeshaak en smeerden zijn ogen in met het verband van iemand met gonorrhea. Nadat de familie Rock 35.000 dollar betaalden, werd Joe Rock vrijgelaten. Even later werd Joe blind. Daarna vonden Schultz en Noe weinig weerstand in the Bronx.

### Jack Diamond
De samenwerking Noe-Schultz werd al gauw een van de meest succesvolle niet-Italiaanse bendes. Zij konden de concurrentie aan met de Italiaanse maffia. Schultz en Noe begonnen dan ook met de uitbreiding van hun territorium. Ze breidden uit richting de Upper West Side van Manhattan, Washington Heights, Yorkville en Harlem. Hun hoofdkwartier lag niet langer in the Bronx, maar in Manhattan, waardoor ze rechtstreekse rivalen van Jack "Legs" Diamond werden.
In 1928 werd Noe neergeschoten voor de ingang van Chateau Madrid in 54th Street in Midtown Manhattan. Hij kon zelf nog enkele kogels afvuren in de richting van de daders. Ooggetuigen zagen dat de daders wegreden in een blauwe Cadillac. De politie vond de auto een uur later terug. In de wagen lag het lijk van Louis Weinberg. Een maand later stierf Noe aan de verwondingen die hij had opgelopen. Schultz was razend en zat erg in met het verlies. Volgens verscheidene bronnen vond Schultz dat Diamond verantwoordelijk was voor de moordaanslag.
Enkele weken na de moord op Noe werd Arnold Rothstein doodgeschoten voor de ingang van het Park Royal Hotel. Hij werd vermoedelijk doodgeschoten door George McManus omwille van gokschulden. Toch zijn er velen die denken dat Schultz hem had laten vermoorden als wraak voor de moord op Noe. Deze theorie wordt ondersteund door het feit dat McManus, de man die Rothstein doodschoot, na de moord meteen belde naar Dixie Davis, de advocaat van Schultz. Na het telefoontje werd McManus met de auto opgepikt door Bo Weinberg, een collega van Schultz. Later werd McManus onschuldig bevonden.
In oktober 1929 waren Jack Diamond en zijn maîtresse aan het dineren in zijn suite in het Hotel Monticello. Enkele gewapende mannen stormden door de deur heen en schoten heel de kamer aan flarden. Diamond werd vijf keer geraakt. Na zijn revalidatie vluchtte Diamond naar Europa. Ook de rest van z'n bende verliet New York. Na zijn terugkeer naar de Verenigde Staten begon Diamond een nieuw territorium in Albany.

### Vincent Coll

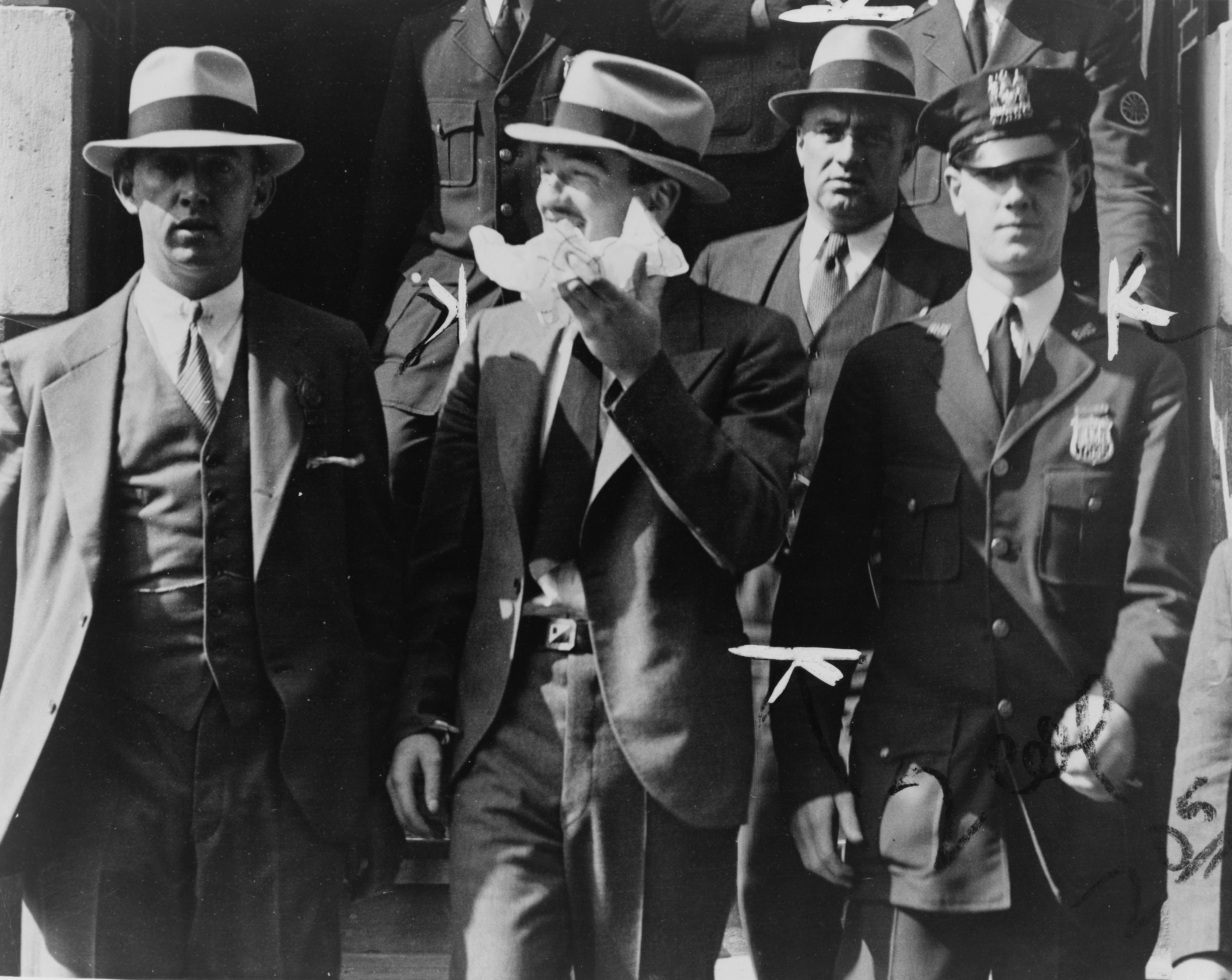
Vincent Coll (midden) verlaat het gerechtshof

Dutch Schultz' methodes vielen op in binnen de misdaadwereld. Gewoonlijk krijgen gangsters een percentage van de winst die ze binnenbrengen, maar Schultz betaalde z'n "werknemers" een vast salaris. Vincent Coll, een van de vechtersbazen die voor Schultz werkten, was met deze manier van betalen niet akkoord. Hij wilde partner worden van Schultz, maar die weigerde dat. Coll begon zijn eigen bende met als doel Schultz te vermoorden.
Tijdens het bloedige conflict tussen Schultz en Coll stierven verschillende personen, onder wie Vincents broer Pete Coll. Coll vermoordde ook per ongeluk een kind tijdens een van de vele vuurgevechten. De pers gaf hem vervolgens de bijnaam Mad Dog. In februari 1932 lukte het Schultz om Coll in de val te lokken. Terwijl hij in de telefooncel van een apotheker stond te bellen werd hij doodgeschoten. De daders waren vermoedelijk de broers Weinberg en Fats McCarthy.

### Einde van de drooglegging
De periode van de drooglegging zat er zo goed als op en dus moest Schultz een nieuwe manier vinden om geld te verdienen. Uiteindelijk was het Otto "Abbadabba" Berman uit Harlem die hem hielp. Berman was erg goed in wiskunde en samen konden ze een soort loterij manipuleren, waardoor Schultz erg veel geld verdiende. Berman zelf hield er zo'n 10.000 dollar (zo'n 7.400 euro) per maand aan over. In Harlem raakten Schultz en enkele zwarte gangsters met elkaar in conflict. Vooral Bumpy Johnson werd een grote rivaal van Schultz.
Verder hield Schultz zich ook bezig met het afpersen van restauranthouders en werknemers. Hij wierp stinkbommen binnen en sloeg personeel in elkaar in de hoop dat ze hem zouden gehoorzamen. Vervolgens verplichtte hij hen om lid te worden van de lokale vakbond Metropolitan Restaurant & Cafeteria Owners Association, die onder leiding van Schultz stond. Gangster Jules Modgilewsky, beter bekend als Jules Martin, was zijn rechterhand in deze misdaadzaak.
Toen Schultz werd aangehouden wegens belastingontduiking vermoedde hij dat Martin geld achterhield. Zo had hij een verlies van 70.000 dollar ontdekt. Op 2 maart 1935 nodigde hij Martin uit in het Harmony Hotel in Cohoes. Ook Bo Weinberg en Dixie Davis waren aanwezig. Tijdens de samenkomst werd er veel gedronken en zowel Schultz als Martin waren dronken. Martin weerlegde alle beschuldigingen maar Schultz geloofde hem niet. Vervolgens gaf Schultz hem een zware vuistslag. Martin bekende dan uiteindelijk dat hij "slechts" 20.000 dollar had achtergehouden en dat het zijn recht was om dat te doen. Volgens Davis gebeurde na deze bekentenis het volgende:
"Dutch Schultz zag er niet uit; hij had veel gedronken en plots haalde hij zijn pistool tevoorschijn. Dutch droeg zijn pistool onder zijn vest, het stak in z'n broek en drukte tegen zijn buik aan. Eén ruk aan zijn vest en hij had het wapen in z'n hand. In één vlotte en snelle beweging greep hij het wapen, stak hij het in Martins mond en schoot hij hem dood. Het was eenvoudig en zonder veel drama uitgevoerd - één vlotte beweging van de hand. Dutch voerde die moord uit alsof het niets was."
Terwijl Martins lijk op de grond lag verontschuldigde Schultz zich aan Davis omdat hij iemand voor zijn ogen had doodgeschoten. Later las Davis in een krant dat het lichaam van Martin gevonden was en dat hij een dozijn steekwonden in z'n borst had. Toen Davis aan Schultz om uitleg vroeg, zei Schultz dat hij Martins hart er had uitgesneden.

### Belastingontduiking
Tijdens de moord op Jules Martin liep er ook een rechtszaak tegen Schultz wegens belastingontduiking. Openbare aanklager Thomas Dewey had zijn pijlen op Schultz gericht. De advocaten van Schultz overtuigden de rechter dat er in New York geen eerlijk proces kon gehouden worden en dus verhuisde de rechtszaak naar Malone in Upstate New York.
In de hoop mogelijke juryleden te manipuleren stelde Schultz zich aan de bevolking voor als een goede burger. Hij doneerde geld aan verschillende projecten en deelde speelgoed uit aan zieke kinderen. Al dat liefdadigheidswerk slaagde: Schultz werd vrijgesproken.
Toen hij ook in een tweede proces werd vrijgesproken werd de burgemeester van New York, Fiorello La Guardia, razend. Hij wilde Schultz niet meer zien en gaf iedereen de opdracht om hem meteen te arresteren zodra hij terugkeerde naar New York. Vervolgens besloot Schultz zijn activiteiten voortaan te coördineren vanuit Newark, New Jersey.
De verschillende rechtszaken kostten veel geld. Schultz besloot om geld te sparen door zijn werknemers minder te betalen. Zijn prijsverlagingen werden eerst amper uitgevoerd, maar toen er bedreigingen kwamen werd er meer gehoorzaamd. Uiteindelijk begon iedereen te protesteren en zag Schultz zijn inkomen flink afnemen. Bo Weinberg vreesde dat al het geld in de rechtszaken van Schultz werd gestoken en dus zocht hij raad bij Longy Zwillman, een gangster uit New Jersey. Zwillman bracht Weinberg in contact met de bekende maffiabaas Charles "Lucky" Luciano. Weinberg had gehoopt dat hij de beheersing over Schultz' territorium kreeg en dat hij slechts een deel van de winst moest afstaan aan Luciano, maar die had andere plannen. Lucky Luciano wilde, zodra Schultz veroordeeld zou worden, zijn gebied verdelen onder zijn collega's. Omdat Schultz geen kant meer op kon en zelfs niet meer op Weinberg kon rekenen, besloot hij een samenkomst met Luciano te regelen om alles te bespreken. Schultz bekeerde zich zelfs tot het Rooms-Katholicisme om zo beter bevriend te worden met Luciano. Uiteindelijk slaagde Luciano er in om Schultz gerust te stellen door te zeggen dat hij enkel een oogje in het zeil zou houden zolang Schultz met z'n rechtszaak bezig was.
Schultz geloofde Luciano niet, maar in zijn positie liet hem geen keus. Luciano kende Schultz en diens reputatie en hij vreesde dat Schultz een oorlog zou beginnen zodra hij zou worden vrijgesproken. Weinberg was ondertussen verdwenen en velen menen dat Schultz achter zijn verdwijning zat.

### Dood

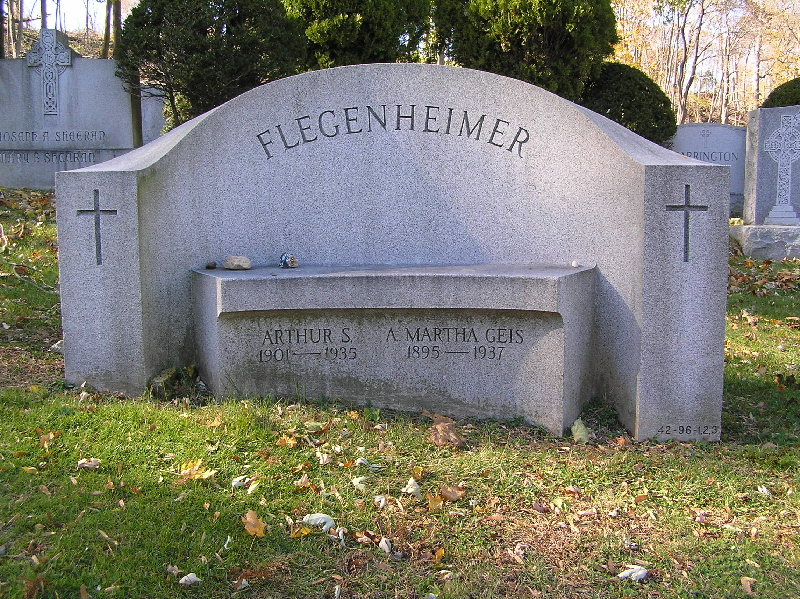
Het graf van Arthur (Dutch Schultz) Flegenheimer in Westchester County (New York). Opmerkelijk: het geboortejaar is verkeerd

Dutch Schultz bleef Luciano wantrouwen, maar besloot hem voorlopig niet aan de kant te zetten. Hij riep de voornaamste gangsters, bijgenaamd the Commission, bij elkaar en vroeg toestemming om zijn grootste vijand, openbare aanklager Thomas Dewey, te vermoorden. Enkele leden van de Commissie, waaronder Albert Anastasia, hadden geen bezwaar, maar de meerderheid was tegen. De meesten waren bang dat de dood van een politieke figuur hen veel problemen zou geven. Schultz was razend over de weigering. De leden van de Commissie hadden altijd al een hekel aan de onberekenbare Schultz gehad en vertrouwden hem niet. Uiteindelijk besloot men om hem te vermoorden zodat hij Dewey niet kon laten doden. Albert Anastasia werd verantwoordelijk voor de opdracht. Hij gaf de opdracht op zijn beurt door aan de joodse gangster Louis "Lepke" Buchalter, een van de leiders van de beruchte huurmoordenaarsbende Murder Inc.
Op 23 oktober 1935 om half elf 's avonds werd Dutch Schultz neergeschoten. Hij werd samen met twee bodyguards en zijn boekhouder aangevallen in zijn nieuwe hoofdkwartier in Newark, New Jersey. Schultz bevond zich in de toiletten van het gebouw, een café-restaurant, toen twee gewapende huurmoordenaars naar binnen stormden.
De twee huurmoordenaars werkten in dienst van Buchalter en heetten Emanuel "Mendy" Weiss en Charles Workman. De twee gangsters begaven zich naar de achterste kamer en vonden er boekhouder Otto Berman en twee bodyguards, Abe Landau en Bernard "Lulu" Rosencrantz. Een vuurgevecht volgde. Berman werd geraakt en viel op de grond. Rosencrantz en Landau begonnen op Weiss te schieten, terwijl Workman naar de toiletten ging. Daar vond hij een ongewapende Schultz (hij had enkel een klein mes op zak). Workman schoot twee keer en raakte Schultz één keer, net onder het hart.
Ondertussen was het vuurgevecht tussen Weiss, Landau en Rosencrantz nog steeds aan de gang. Een kogel raakte Landau in de nek en doorboorde zijn halsslagader. Rosencrantz werd van dichtbij meerdere keren geraakt, maar slaagde er wel in om Weiss weg te jagen. Hij vuurde nog enkele kogels af op de vluchtwagen, maar zakte toen in elkaar wegens bloedverlies. Workman vluchtte even later alleen weg.
De vier mannen waren erg zwaar toegetakeld. Schultz kroop uit de toiletten en zette zich op een stoel met zijn hoofd op tafel, terwijl iemand een ambulance belde. Rosencrantz was op eigen krachten terug naar binnen gewandeld. Toen de politie arriveerde kreeg Schultz cognac om de pijn te verminderen. Een ambulance kwam en de vier mannen werden naar het ziekenhuis gebracht.
Op 24 oktober 1935 om twee uur 's nachts stierf Otto Berman aan zijn verwondingen. Abe Landau stierf zo'n acht uur na de aanslag. Rosencrantz stierf 29 uur na de aanslag.
Dutch Schultz kreeg net voor zijn operatie door een RK priester het Sacrament der Stervenden toegediend. Hij was geraakt met een roestige kogel. Als hij niet zou overlijden aan zijn verwondingen, dan zou hij een infectie oplopen en toch nog sterven. Hij stierf inderdaad 22 uur na de moordaanslag aan buikvliesontsteking, veroorzaakt door de verroeste kogel.
Charles Workman werd later gearresteerd en schuldig bevonden. Hij kreeg een gevangenisstraf van 23 jaar. Weiss werd in 1944 ter dood veroordeeld vanwege een andere moord.

### Laatste woorden
Door koorts en de grote hoeveelheid morfine begon Schultz net voor z'n dood te ijlen. Een stenograaf van de politie noteerde zijn laatste woorden. De bekendste zin die hij uitkraamde was:
"A boy has never wept...nor dashed a thousand kim."
De hele tekst is absurd en lijkt onlogisch, maar werd al gauw een legende. Sommigen menen zelfs dat er een verborgen boodschap in de tekst zit. William S. Burroughs schreef er begin jaren 70 een boek over,The Last Words of Dutch Schultz.

### Schat
Een andere legende die na de dood van Schultz de ronde deed was die van zijn zogenaamde "schat". Schultz had een loodzware, hevig beveiligde en waterdichte kluis laten maken. In die kluis zat 7 miljoen dollar. Schultz en Rosencrantz hadden de kluis verborgen en enkel zij wisten waar de kluis was. Na hun dood zijn er dan ook veel schatjagers op zoek gegaan naar de kluis en het geld.
Jaarlijks komen schatjagers samen om de schat te zoeken. Eén zo'n bijeenkomst werd gefilmd voor de documentaire Digging for Dutch: The Search for the Lost Treasure of Dutch Schultz.

## Film
- James Remar speelde Dutch Schultz in de film The Cotton Club (1984) van Francis Ford Coppola.
- Een scène uit Angels with Dirty Faces (1938) werd gebaseerd op de moord op Vincent Coll.
- Tim Roth speelde Schultz in de film Hoodlum (1997).

- Gemeinsame Normdatei: 123283132
- International Standard Name Identifier: 0000 0000 8000 0887
- Library of Congress Control Number: n50016834
- Nationale Bibliotheek van Israël: 987007428698205171
- LIBRIS: 282782
- SNAC: w66q4xb3
- Système universitaire de documentation: 254616127
- Virtual International Authority File: 272149294363480522094